# Jörg van Ommen
Jörg van Ommen (ur. 27 września 1962 roku w Moers) – niemiecki kierowca wyścigowy.

## Kariera
Van Ommen rozpoczął karierę w międzynarodowych wyścigach samochodowych w 1981 roku od startów w German Racing Championship. Z dorobkiem trzech punktów został sklasyfikowany na 38 pozycji w końcowej klasyfikacji kierowców. W późniejszym okresie Niemiec pojawiał się także w stawce Interserie, Deutsche Tourenwagen Masters, Niemieckiej Formuły 3, Australian Endurance Championship, Renault Alpine V6 Europe, Porsche 944 Turbo Cup, European Touring Car Championship, World Touring Car Championship, Niemieckiego Pucharu Porsche Carrera, International Touring Car Championship, German Supertouring Championship, Porsche Supercup, German Supertouring Championship, 24h Nürburgring, VLN Endurance oraz ADAC GT Masters.